# 圣博内-莱图尔德梅尔勒
圣博内-莱图尔德梅尔勒（法語：Saint-Bonnet-les-Tours-de-Merle，法語發音：[sɛ̃ bɔnɛ le tuʁ də mɛʁl]）是法国科雷兹省的一个市镇，位于该省南部偏东，属于蒂勒区。该市镇总面积5.94平方公里，2009年时的人口为48人。

## 人口
圣博内-莱图尔德梅尔勒人口变化图示